# FC Vevey-Sports
Der FC Vevey-Sports ist ein Schweizer Fussballclub. Er wurde 1898 in der Westschweizer Stadt Vevey gegründet. Die erste Mannschaft spielte zuletzt in der viertklassigen 1. Liga der Schweizer Fussballmeisterschaft. In den 1970er- und 1980er-Jahren spielte die Mannschaft jedoch lange in den obersten Ligen der Schweiz. In der Schweizer Fussballmeisterschaft 1981/82 platzierte sich die Mannschaft auf dem 11. Platz der Nationalliga A. In der Saison 2023/24 erreichte sie in der 1. Liga Classic als Dritter der Gruppe 1 die Aufstiegsspiele, gewann in der Qualifikationsrunde gegen den FC Tuggen 2:1 und in der Finalrunde gegen den FC Schötz mit 2:1 n. V., womit sie in die drittklassige Promotion League aufstieg.
2018 fusionierte der Club mit ACS Azzurri Riviera zum FC Vevey United. 2021 wurde der Verein in FC Vevey-Sports umbenannt.

## Spieler
- Claudio Sulser (1973–1976)
- Ludwig Bründl (1976–1978)
- Hans Franz (1981–1984)
- Pierre-Albert Chapuisat (1984–1986)
- Papa Bouba Diop (1995–1996) Jugend

## Trainer
- Peter Rösch
- Miroslav Blažević (1968–1971)